# Skogmo (Overhalla)
Skogmo est une localité norvégienne située dans la commune d'Overhalla, Trøndelag.
Skogmo est situé à 4 km au nord-est du centre administratif de la commune, Ranemsletta, à l'intersection de la route 17 (entre Namsos et Hoylandet) et de la route 760 vers Grong. La rivière Bjøra en provenance du lac Eidsvatnet pour se jeter  dans la rivière Namsen en passant par Skogmo.
La localité a une industrie de produits en bois, des produits en ciment, de tuyaux en plastique et silo à grain. L'essentiel des emplois industriels de la commune sont situés à Skogmo,. À partir de 2004, la localité a compté moins de 200 habitants jusqu'au milieu des années 2010.